# NRJ Music Award de l'artiste féminine française de l'Année

## Palmarès
| Année | Chanteuse     |
| ----- | ------------- |
| 2000  | Mylène Farmer |
| 2001  | Mylène Farmer |
| 2002  | Mylène Farmer |
| 2003  | Mylène Farmer |
| 2004  | Jenifer       |
| 2005  | Jenifer       |
| 2006  | Jenifer       |
| 2007  | Diam's        |
| 2008  | Jenifer       |
| 2009  | Jenifer       |
| 2010  | Sofia Essaïdi |
| 2011  | Jenifer       |

- (fr) Site officiel des NRJ Music Awards